# Cavallo di Heck
Il cavallo di Heck, anche tarpan di Heck, una razza equina frutto d'un esperimento di c.d. breeding back operato dai fratelli Heck negli anni '20 e '40 del XX secolo per ricreare l'estinto tarpan (Equus ferus ferus), l'equino selvaggio da cui si originò il cavallo, partendo da cavalli domestici. Sebbene non abbiano avuto successo nel creare una copia genetica della specie estinta, gli Heck hanno sviluppato una razza con mantello falbo/grullo e distintive caratteristiche primitive. Dopo l'invasione nazista della Polonia, i cavalli di Heck furono introdotti nella foresta di Białowieża, dove sopravvive ancora un piccolo branco. Furono successivamente esportati negli USA, dove negli anni '60 nacque un'associazione della razza, la Tarpan Association, ancora oggi attiva.

## Storia
Il tarpan era un cavallo selvaggio eurasiatico che si estinse in natura nel 1879 a causa della caccia e dell'incrocio con cavalli domestici (nel 1887 l'ultimo tarpan in cattività morì in Russia).
Il cavallo di Heck è stato creato dai fratelli zoologi tedeschi Heinz Heck e Lutz Heck, quest'ultimo direttore del Zoologischer Garten Berlin, presso il Tierpark Hellabrunn (zoo di Monaco), in Germania, nel tentativo di ricreare il tarpan partendo da razze equine domestiche.
Altri allevatori condividevano la visione degli Heck e utilizzarono diversi ceppi genetici per tentare di ricreare il tarpan o un animale molto simile: es. una linea di cavalli selezionati partendo dai mustang americani da tale Harry Hegardt e gli studi del biologo polacco Tadeusz Vetulani sui Konik, ritenuti discendenti diretti dei tarpan.

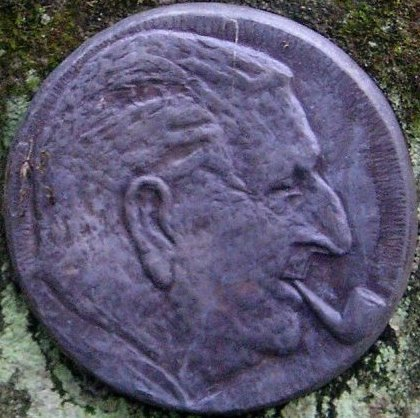
Heinz Heck
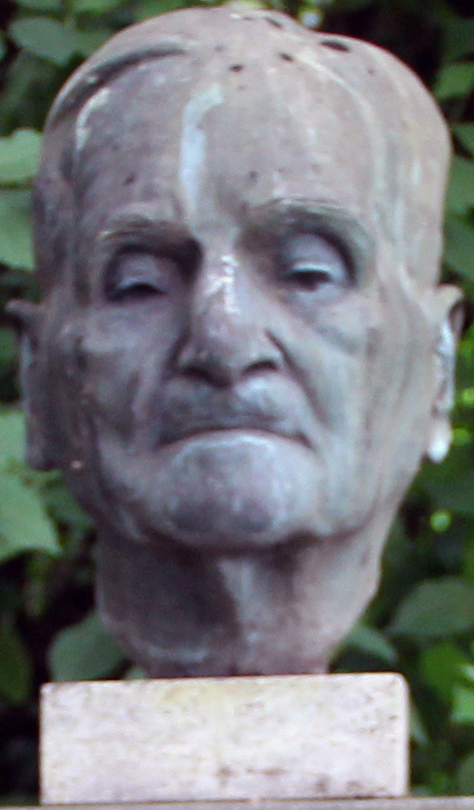
Lutz Heck
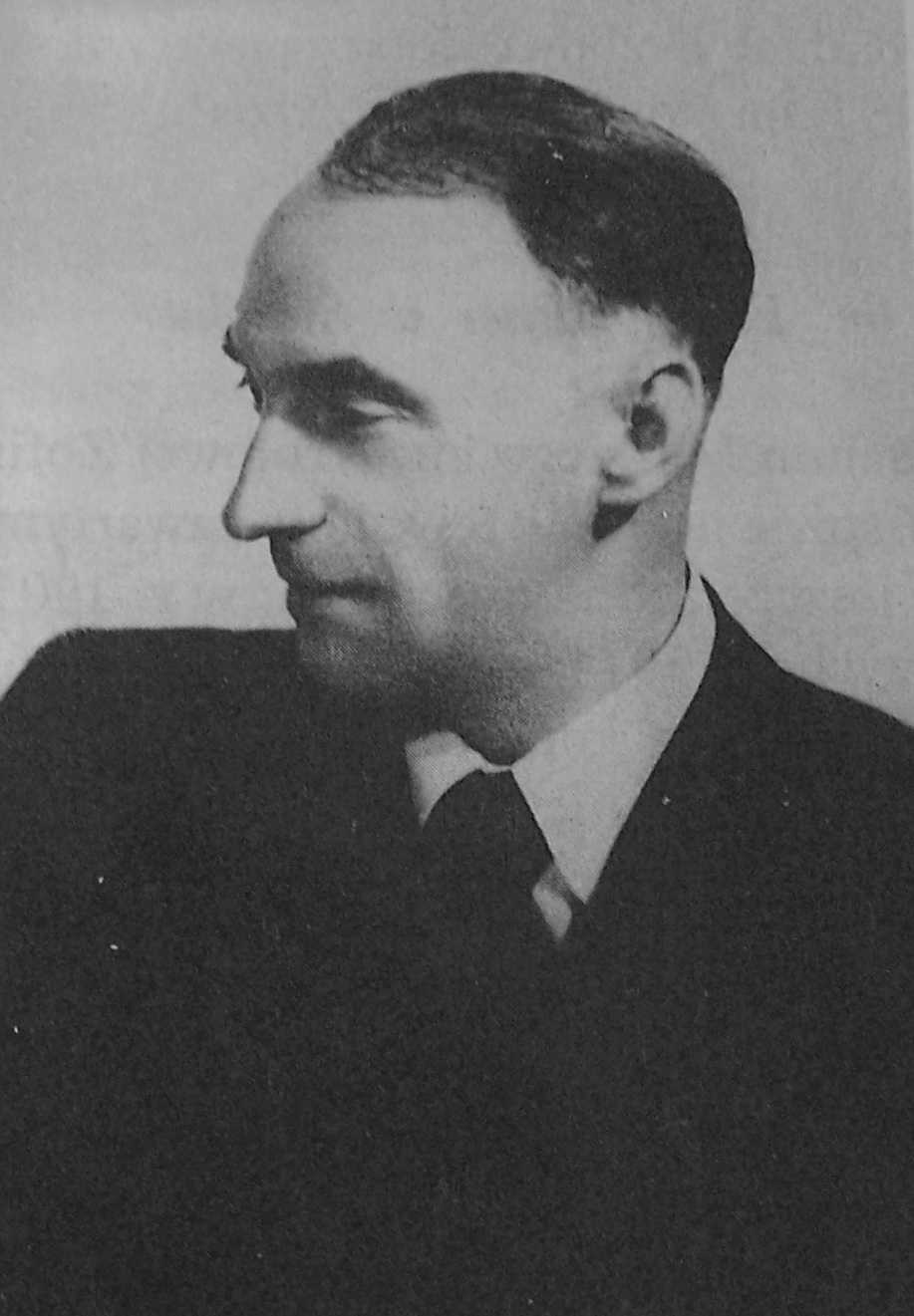
Tadeusz Vetulani

I fratelli Heck hanno riunito diverse razze europee di cavallini e pony ipotizzate quali discendenti dal tarpan ed hanno poi unito fattrici di razza Konik, Islandese e Gotland a stalloni di Przewalski, una razza semi-selvatica. Gli Heck credevano che il sangue Przewalski avrebbe aiutato a mettere in evidenza le caratteristiche primitive/selvagge "dormienti" nelle fattrici domestiche. I primi incroci riguardarono fattrici Gotland e Islandesi (simili al tarpan, specialmente nella forma della testa) e stalloni Przewalski (che fornivano la colorazione dun desiderata e la criniera dritta), dopodiché la discendenza fu incrociata. Il primo puledro del programma con la colorazione desiderata nacque il 22 maggio 1933 al Tierpark Hellabrunn. Il programma procedette solo con esemplari che mostravano la forma del cranio, la struttura ossea e la colorazione desiderate. Conformazione e colorazione della razza furono impostate in tempi relativamente brevi.

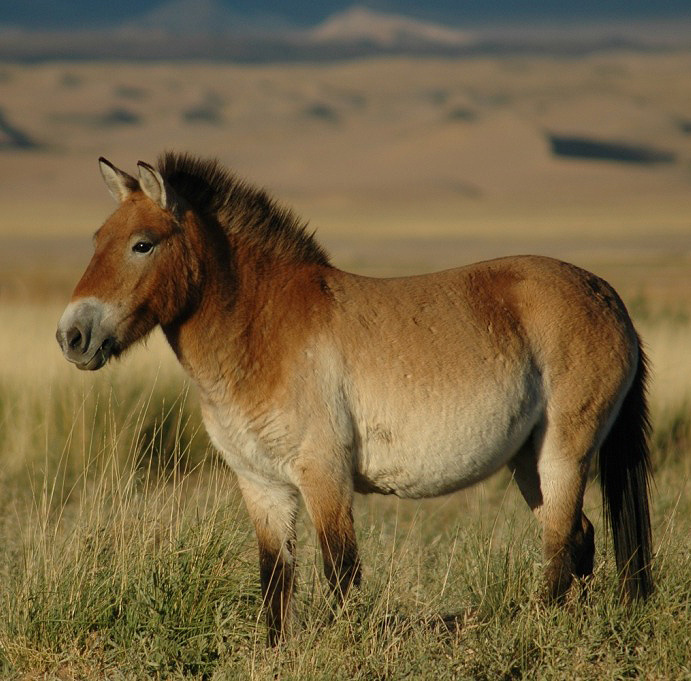
Przewalski
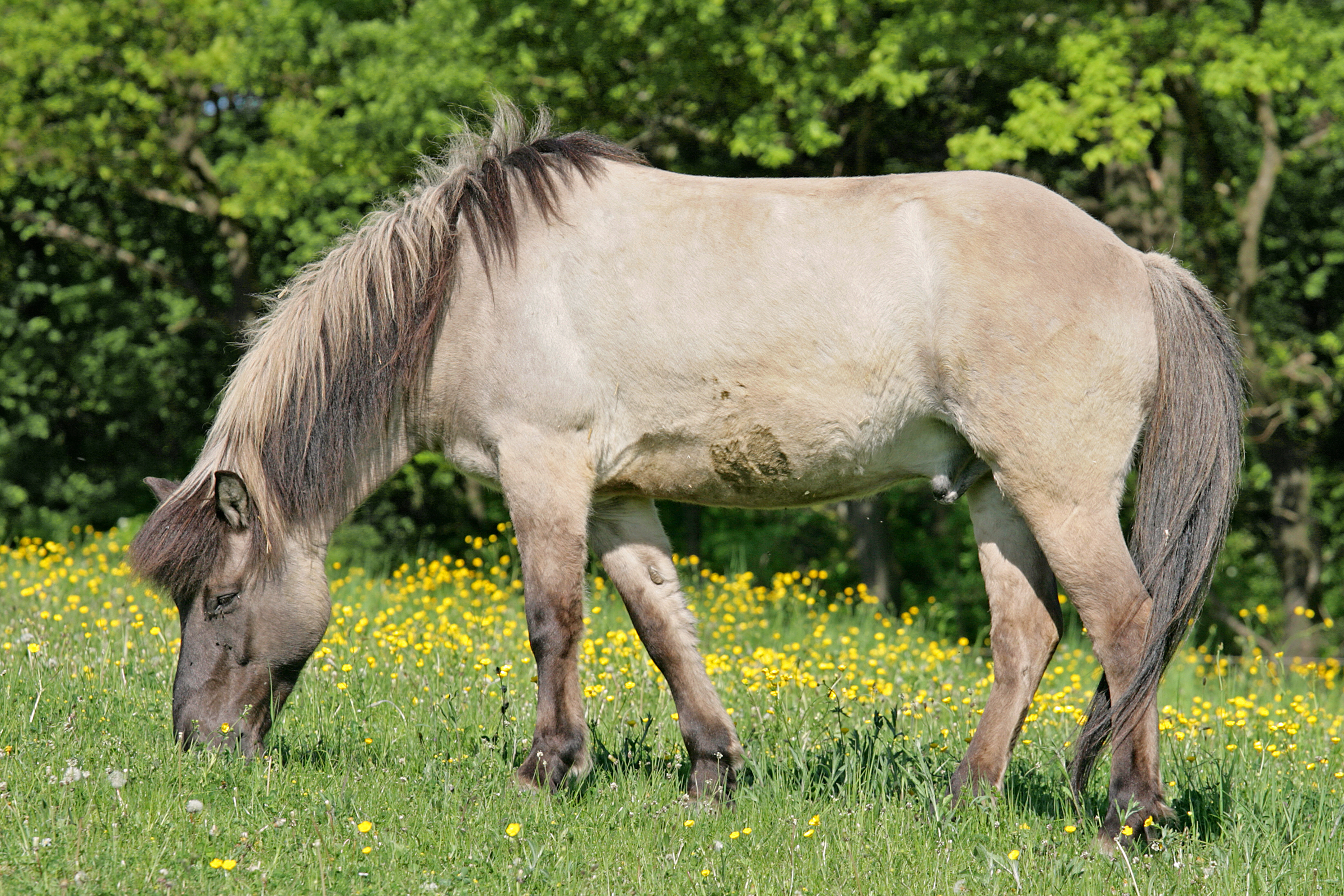
Islandese
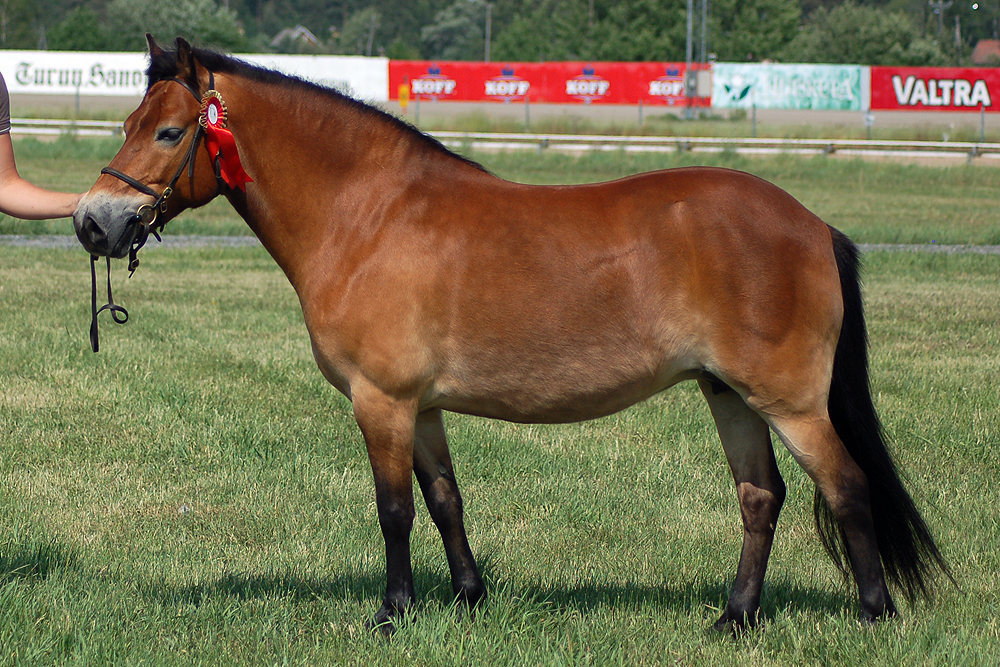
Gotland
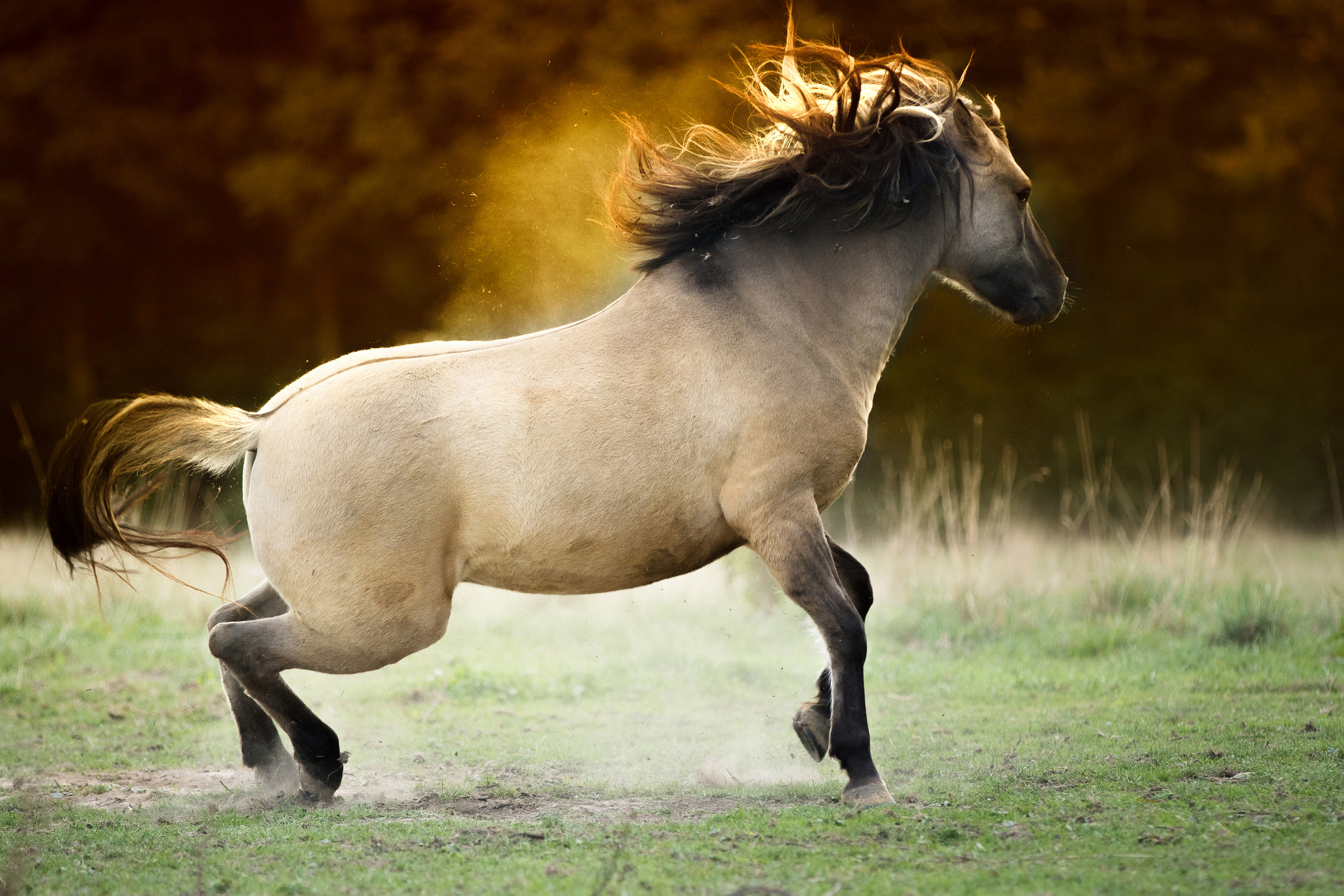
Dülmen
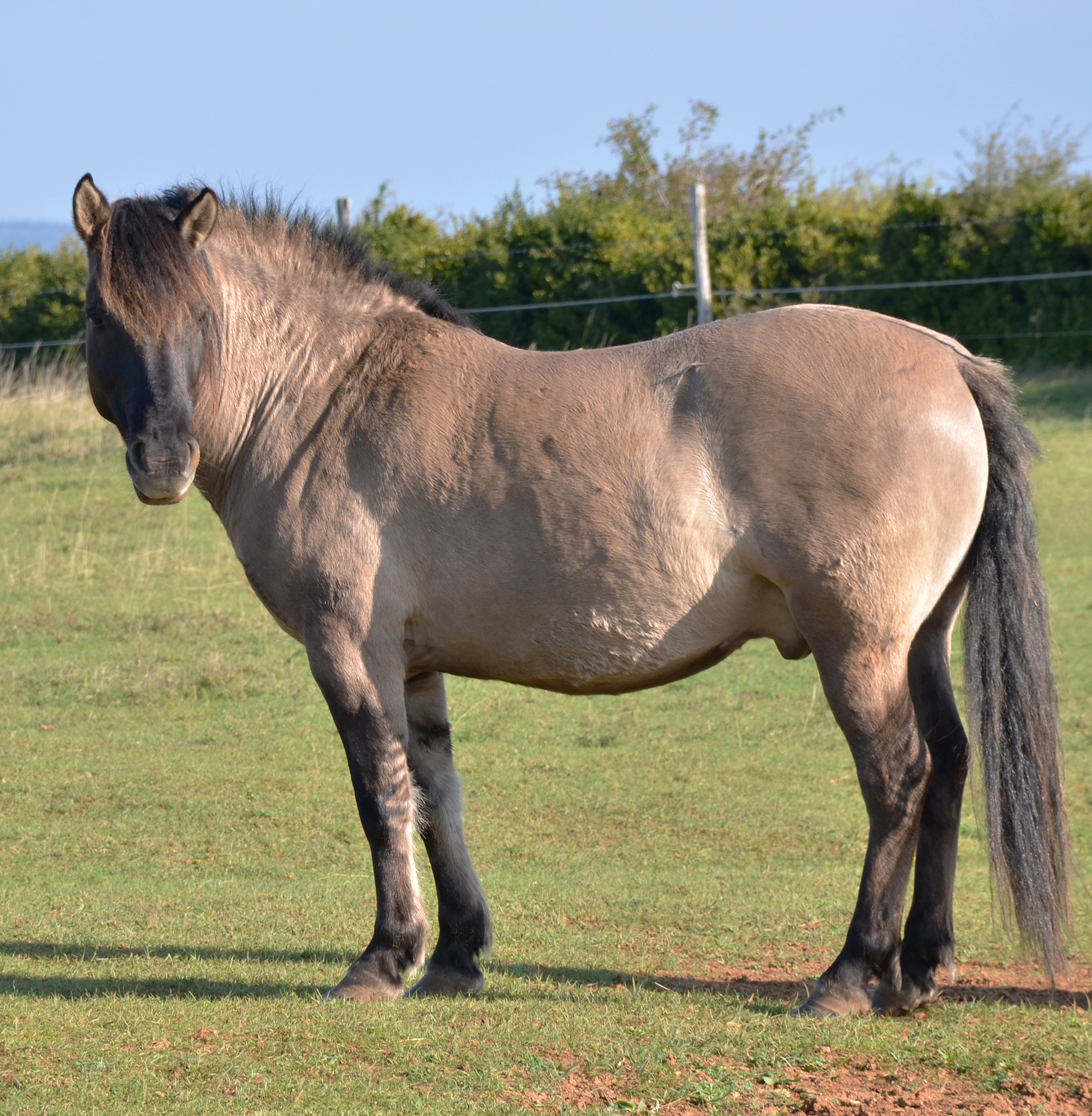
Konik

Durante la seconda guerra mondiale, cavalli utili alla selezione degli Heck furono prelevati dai paesi occupati e portati in Germania per essere utilizzati nel programma di allevamento. Importante fu l'afflusso di sangue dei cavalli polacchi del progetto di Vetulani, reintrodotti nelle foreste di Białowieża (Polonia), che gli Heck fecero portare in Germania per la loro selezione. Vetulani la considerò una "sconcertante campagna di distruzione" e le azioni di Hecks terminarono effettivamente il suo programma di allevamento. Alcuni dei cavalli Heck risultanti, che assomigliano molto ai tarpan, furono rimandati a Białowieża per far parte di una riserva di caccia per i funzionari del governo nazista. La terra ed i cavalli furono restituiti alla Polonia dopo la fine della guerra. A partire dal 2007, una piccola mandria di cavalli è rimasta, vivendo con poca interferenza da parte degli umani, nella foresta di Białowieża, l'ultima area europea rimanente di foresta vergine di pianura.
I fratelli Heck avevano condotto un programma di allevamento simile nella speranza di ricreare gli uri, portando alla nascita della razza bovina nota come Bovino di Heck.

### La controversia scientifica
La scelta delle razze operata dagli Heck per il breeding back del Tarpan ha sollevato domande e critiche, poiché la vicinanza dell'Islandese e del Gotland con il Tarpan è piuttosto relativa: lo zoologo britannico Colin Groves ha osservato che il problema di fondo stava probabilmente nella visione fin troppo personale degli Heck su cosa il "Tarpan della steppa" fosse, mentre il veterinario William E. Jones ha osservato che molto può aver pesato il limite logistico dei fondi e delle razze utilizzabili di cui gli Heck potevano disporre. Più in generale, il "Cavallo di Heck", così come il "Bovino di Heck", progetti veterinari in qualche modo appoggiati dal regime nazista, sono considerati al pari di altri fallimentari e mistificatori elementi della propaganda hitleriana.

### Esportazione e incrocio

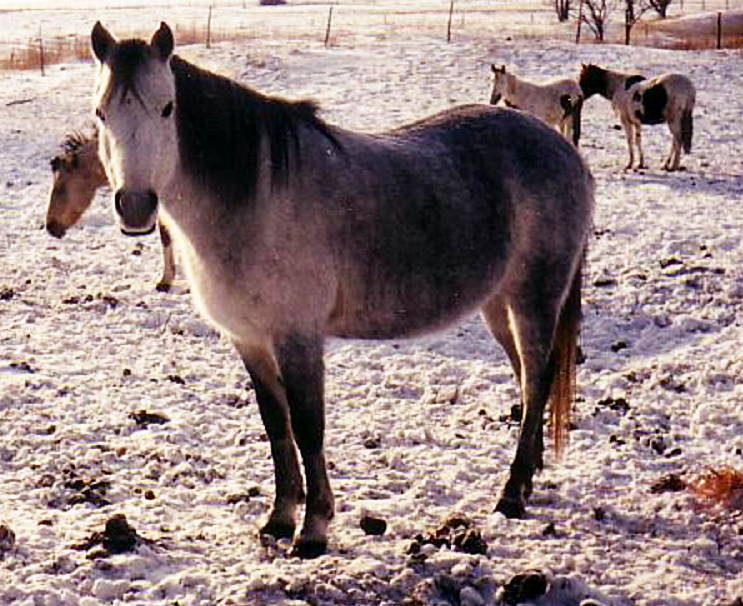
Pony rustico canadese, razza equina derivata dal Cavallo di Heck.

Il primo cavallo Heck importato negli Stati Uniti d'America fu uno stallone di nome "Duke", nel 1954, al Chicago Zoological Park in Illinois, seguito da due fattrici nel 1955. Una terza giumenta fu importata dal Fort Worth Zoological Park in Texas nel 1962. Tutti e quattro i cavalli provenivano dallo zoo di Monaco e nei primi anni '90 tutti i cavalli Heck negli USA discendevano da tali animali. Lo stesso figlio di Lutz Heck migrò nel 1959 negli USA e portò con sé un esemplare di Cavallo di Heck che alloggiò presso la Catskill Game Farm la cui direzione era a lui affidata. Diversi allevatori privati americani usano ora gli Heck per le passeggiate leggere. All'inizio degli anni '60, la Tarpan Association nordamericana fu fondata dagli appassionati di cavalli Heck per promuovere la razza. Nel 2002, c'erano meno di 100 cavalli Heck negli USA, molti dei quali discendevano dai sei cavalli della fondazione, tutti importati dalla Germania. A partire dal 2013, un piccolo numero di cavalli Heck vive in stato selvaggio in Lettonia.
Diversi allevatori hanno incrociato gli Heck con altre razze per ottenere un cavallo di taglia più grande ma dalle caratteristiche primitive. Razze comunemente incrociate con il cavallo Heck sono il pony gallese e il cavallo arabo, e una nuova razza di pony, chiamata "Pony rustico canadese" (en. Canadian Rustic Pony), è stata sviluppata da queste tre razze. In Europa, molti allevatori incrociano i cavalli Heck con i purosangue per produrre "Cavalli da caccia".

## Morfologia

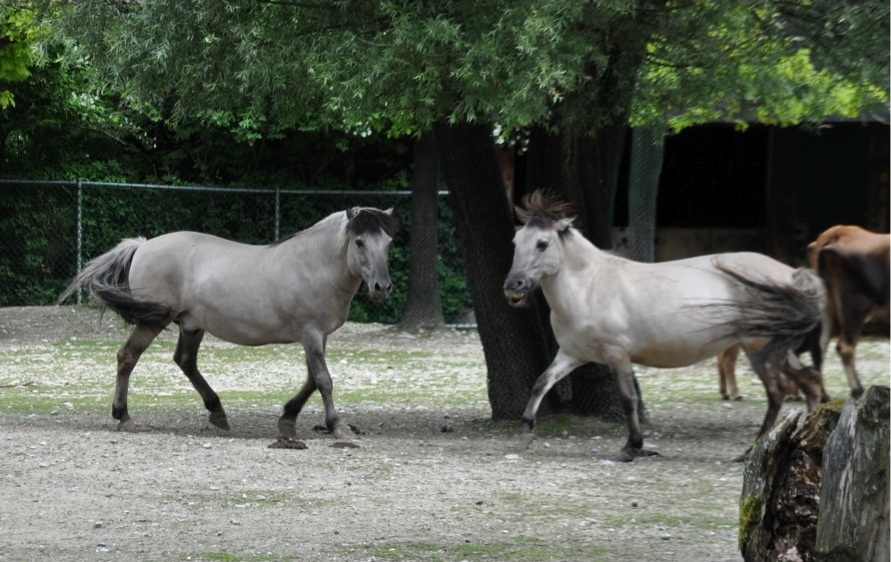
Cavalli di Heck allo zoo di Hellabrunn (Germania) - esemplari con poca influenza di sangue Konik.

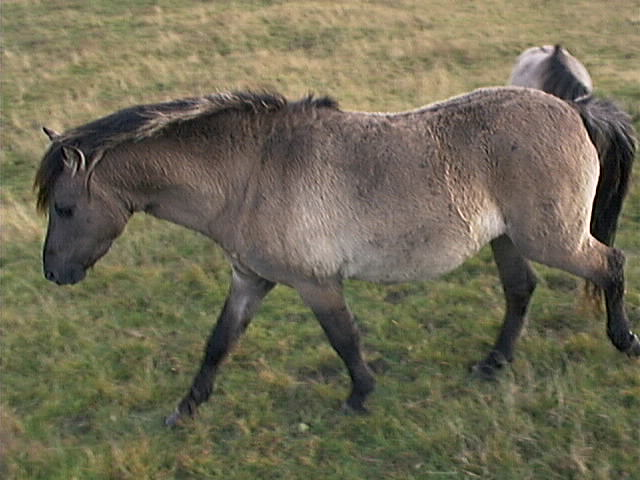
Cavallo di Heck a Haselünne (Germania), 2004.

I cavalli Heck hanno mantello di tipo dun o grullo senza segni bianchi. La razza ha segni primitivi, tra cui una striscia dorsale e strisce orizzontali sulle gambe. I cavalli Heck sono generalmente alti 127–137 cm. La testa è grande, il garrese basso e le zampe e i quarti posteriori forti. Gli zoccoli sono forti, spesso non hanno bisogno di scarpe. L'andatura ha un passo elevato che li rende comodi da guidare. La razza è descritta come calma, amichevole, curiosa e intelligente, sebbene molto indipendente. La descrizione fisica dei tarpan era molto simile: un animale forte, approssimativamente della stessa altezza e con la stessa colorazione e segni primitivi.